# Skullage
Skullage — сборник песен группы Black Label Society (частично — концертный альбом), выпущенный в 2009 году.
Альбом включает в себя две песни с ранних сольных проектов Закка Уайльда, наиболее известные песни Black Label Society и четыре акустические композиции, сыгранные вживую.

## Список композиций
1. «Machine Gun Man»
2. «Dead as Yesterday»
3. «All For You»
4. «13 Years of Grief»
5. «Bleed for Me»
6. «Doomsday Jesus»
7. «Stillborn»
8. «Won’t Find It Here»
9. «Suicide Messiah»
10. «In This River»
11. «Fire It Up»
12. «New Religion»
13. «Slightly Amped Instrumental Intro» (Acoustic)
14. «The Blessed Hellride» (acoustic)
15. «Spoke in the Wheel» (acoustic)
16. «Stillborn» (acoustic)

## Участники записи
- Зак Вайлд: вокал, гитара, бас (3, 4, 5, 6, 7, 8, 9), фортепиано
- Джеймс Ломенцо: бас (1, 2, 9, 10, 11)
- John DeServio: бас (12)
- Брайан Тичи: ударные (1)
- Joe Vitale: ударные (2)
- Philth: ударные (3, 4)
- Christian Werr: ударные (5)
- Craig Nunenmacher: ударные (6-12)
- Nick Catanese: двенадцатиструнная акустическая гитара (13-16)